# BST1
BST1 (англ. Bone marrow stromal cell antigen 1) – білок, який кодується однойменним геном, розташованим у людей на короткому плечі 4-ї хромосоми.  Довжина поліпептидного ланцюга білка становить 318 амінокислот, а молекулярна маса — 35 724.
| 10         |  | 20         |  | 30         |  | 40         |  | 50         |
| ---------- |  | ---------- |  | ---------- |  | ---------- |  | ---------- |
| MAAQGCAASR |  | LLQLLLQLLL |  | LLLLLAAGGA |  | RARWRGEGTS |  | AHLRDIFLGR |
| CAEYRALLSP |  | EQRNKNCTAI |  | WEAFKVALDK |  | DPCSVLPSDY |  | DLFINLSRHS |
| IPRDKSLFWE |  | NSHLLVNSFA |  | DNTRRFMPLS |  | DVLYGRVADF |  | LSWCRQKNDS |
| GLDYQSCPTS |  | EDCENNPVDS |  | FWKRASIQYS |  | KDSSGVIHVM |  | LNGSEPTGAY |
| PIKGFFADYE |  | IPNLQKEKIT |  | RIEIWVMHEI |  | GGPNVESCGE |  | GSMKVLEKRL |
| KDMGFQYSCI |  | NDYRPVKLLQ |  | CVDHSTHPDC |  | ALKSAAAATQ |  | RKAPSLYTEQ |
| RAGLIIPLFL |  | VLASRTQL   |  |            |  |            |  |            |

A: Аланін

C: Цистеїн

D: Аспарагінова кислота

E: Глутамінова кислота

F: Фенілаланін

G: Гліцин

H: Гістидин

I: Ізолейцин

K: Лізин

L: Лейцин

M: Метіонін

N: Аспарагін

P: Пролін

Q: Глутамін

R: Аргінін

S: Серин

T: Треонін

V: Валін

W: Триптофан

Кодований геном білок за функціями належить до трансфераз, гідролаз. 
Задіяний у таких біологічних процесах як поліморфізм, альтернативний сплайсинг. 
Білок має сайт для зв'язування з НАД, НАДФ. 
Локалізований у клітинній мембрані, мембрані.